# Карл Барус
Карл Барус (19 лютого 1856 — 20 вересня 1935) — американський фізик, двоюрідний дядько американського письменника Курта Воннегута по материнській лінії.

## Життєпис
Барус народився в Цинциннаті, США. Син німецьких іммігрантів (музикант Карл Барус-старший і Софія, уроджена Меллманн) закінчив Вудвордську середню школу разом з Вільямом Говардом Тафтом у 1874 році.
Після двох років вивчення гірничої справи він переїхав до Вюрцбурга, Німеччина, де вивчав фізику під керівництвом Фрідріха Кольрауша та закінчив навчання з відзнакою в 1879 році.
20 січня 1887 року Барус одружився з Енні Гертрудою Хоуз. У них було двоє дітей, Максвелл і Дебора. У Сполучених Штатах у 1892 році він був членом Американського філософського товариства і наймолодшим з усіх членів Національної академії наук.
У 1903 році його призначили деканом факультету аспірантури Університету Брауна, яким він керував зі свого кабінету у Вілсон-Холі. Він залишався деканом аспірантури до свого виходу на пенсію в 1926 році. На той час кафедра виросла достатньо великою, щоб стати школою в університеті, що було віднесено до його численних внесків. У 1905 році він став членом Першого міжнародного конгресу радіології та електрики в Брюсселі. Того ж року він став членом Physikalisch-Medizinische Sozietät в Ерлангені. Крім того, того ж року він став четвертим президентом Американського фізичного товариства, а в 1906 році став членом консультативної ради з фізики в Інституті Карнегі штату Вашингтон
.
Барус помер у Провіденсі, штат Род-Айленд, США.